# Lakondê jezik
Lakondê jezik (ISO 639-3: lkd), jezik istoimenih Lakondê Indijanaca iz brazilske države Rondônia. Gotovo je nestao, 1 govornik 2007. u selu Vilhena.
Pripada sjevernoj skupini porodice nambikvara, i srodan je jezicima latundê [ltn] i tawandê [xtw]. Kao poseban jezik priznat je 2008., a do tada se vodio kao dijalekt jezika sjeverni nambikuára.